# الأزرق الكبير (فلم)
الأزرق الكبير (بالإنجليزية: Le Grand Bleu) هو فيلم دراما فرنسي من إخراج لوك بيسون وبطولة روزانا أركيت، جان مارك بار، جان رينو وسيرجيو كاسيليتو، صدر الفيلم في فرنسا في 11 مايو 1988.

## روابط خارجية
- مقالات تستعمل روابط فنية بلا صلة مع ويكي بيانات

لا توجد روابط لمواقع التواصل الاجتماعي.